# Jarbas Passarinho
Jarbas Gonçalves Passarinho (Xapuri, Acre; 11 de gener de 1920 - Brasília, Districte Federal; 5 de juny de 2016) va ser un militar -coronel en la reserva- i polític brasiler, governador de l'estat de Pará, ministre de Treball, d'Educació, de la Seguretat social i de Justícia, a més de president del Senat Federal.

## Biografia
Va ingressar en la carrera militar, en l'arma d'Artilleria de l'Escola Militar de Realengo. Quan es va instaurar la Dictadura Militar despés del cop d'estat de 1964, tenia el rang de tinent coronel i encapçalava el Comandament Militar de l'Amazònia.

El 15 de juny de 1964 va ser nomenat governador de Pará pel nou règim comandat per Castelo Branco. Jarbas Passarinho es va afiliar a l'ARENA i, després de deixar el càrrec, va ser elegit senador el 1966, però de seguida va ser nomenat ministre de Treball i Seguretat Social en el govern Costa e Silva. Com a membre del gabinet, va ser un dels signants de l'Acte Institucional Núm. 5, el 13 de desembre de 1968.

1973.

El 30 d'octubre de 1969, el president Emílio Garrastazu Mèdici va assignar-li la cartera d'Educació, que va ocupar fins al 15 de març de 1974. Va destacar per la implantació del Moviment Brasiler d'Alfabetització, un ambiciós programa per incrementar l'índex d'alfabetització del país mitjançant els mètodes promulgats per Paulo Freire.
El 1974 va revalidar el seu escó de senador i durant aquest segon mandat va presidir el Senat Federal (1981-1983). També fou quan va convertir-se en un dels membres fundadors del Partit Democràtic Social (PDS). El 1982 no va obtenir la reelecció com a senador, derrotat per Hélio Gueiros. Emperò, un any després va ser nomenat ministre de Seguretat Social pel president João Figueiredo, entre el 14 de novembre de 1983 i 15 de març de 1985.
El 1986 va tornar a presentar-se a les eleccions a senador, aconseguint l'escó en el que va ser el tercer mandat al Congrés Nacional. També va ser escollit president del PDS, tot i que va renunciar poc abans de les eleccions presidencials de 1989.
Fernando Collor va entregar-li la cartera de Justícia el 13 d'octubre de 1990. El 1991 va ser un dels artífexs de la demarcació de la Terra Indígena Ianomami. L'any 1994 va concórrer al govern de Pará, però Almir Gabriel va guanyar les eleccions en la segona volta. El 2 d'abril de 1992, va dimitir abans que comencessin les investigacions que resultarien en l'impeachment presidencial.
Un cop retirat de la política, va ser columnista del diari O Estado de S. Paulo. Jarbas Passarinho va morir el matí del 5 de juny de 2016, als 96 anys, per problemes de salut atribuïts a l'edat avançada, segons comunicat oficial.

## Honors
El 1969, va ser agraciat amb la Gran Creu de l'Orde Militar de Crist; el 1971, amb la Gran Creu de l'Orde de l'Infant Dom Henrique; el 1972, amb la Gran Creu de l'Orde de la Instrucció Pública; i el 1987; amb la Gran Creu de l'Orde del Mèrit; totes quatre, de Portugal.
Va pertànyer a l'Acadèmia Brasiliense de Lletres.

### Doctorats Honoris Causa
Jarbas Passarinho va rebre, mentre exercia de ministre durant la dictadura, diversos títols i honors, incloent una desena de títols de Doctor Honoris Causa atorgats per universitats brasileres. Després de la instauració de la Comissió Nacional de la Veritat i de Comissions similars en institucions públiques, es van succeir les mocions per revocar-los, argumentat que havien sigut concedit a través de maniobres polítiques per aconseguir la simpatia del règim, mentre el país vivia sota la por i la intimidació, especialment en els mitjans acadèmic, cultural, polític i sindical. En el cas de Passarinho, la seva actuació «va ser nefasta per a la cultura i l'educació brasileres» ja que va apartar investigadors i docents, va castigar estudiants, va desmantellar l'ensenyament públic mitjançant la privatització d'universitats (programa MEC-Usaid) i va utilitzar la Universitat com un instrument de persecució política. A més, «el coronel mai va fer cap mena de crítica sobre la seva trajectòria política i ideològica. En tots els seus pronunciaments, ençà la redemocratització del país, ell va continuar justificant l'arbitri i el terror d'Estat representats per la dictadura militar (1964-1985)».
La Universitat Federal de Rio de Janeiro va revocar l'honoris causa de Passarinho el 2021. La Universitat Estatal de Campinas, que havia decidit preservar el títol al militar en una ajustada votació l'any 2014, va revocar-lo per unanimitat també el 2021.